# The World of Suzie Wong
The World of Suzie Wong is een Brits-Amerikaanse film uit 1960. De film is gebaseerd op de gelijknamige roman van Richard Mason.

## Synopsis
Robert Lomax wil zijn leven een andere draai geven. Hij verhuist voor een jaar naar Hongkong om daar als kunstschilder te kunnen leven. Aangekomen in Hongkong neemt hij de veerboot en op de boot ontmoet hij Suzie Wong. Zij wijst hem een hotel waar hij goedkoop een kamer kan huren. Het blijkt een behoorlijk aftands hotel en hij komt er al snel achter dat het hotel vooral voor prostitutie wordt gebruikt. Ook Suzie werkt er als prostituee. Hij wekt de nieuwsgierigheid van de dames doordat hij als enige van de gasten nooit interesse toont voor hun diensten.
Na verloop van tijd huurt hij Suzie om model te staan voor een van zijn schilderijen. De twee worden verliefd maar aangezien ze beiden geld nodig hebben, moet hij accepteren dat zij toch doorgaat met haar werk.

## Rolverdeling
| Acteur                | Personage    |
| --------------------- | ------------ |
| William Holden        | Robert Lomax |
| Nancy Kwan            | Suzie Wong   |
| Sylvia Syms (actrice) | Kay O'Neill  |
| Michael Wilding       | Ben Marlowe  |
| Laurence Naismith     | O'Neill      |
| Andy Ho               | Ah Tong      |
| Jacqui Chan           | Gwennie Lee  |
| Yvonne Shima          | Minnie Ho    |

## Prijzen
De film is genomineerd voor twee Golden Globe Awards en twee Laurel Awards.